# Holobus flavicornis
Holobus flavicornis är en skalbaggsart som först beskrevs av Lacordaire 1835.  Holobus flavicornis ingår i släktet Holobus, och familjen kortvingar. Arten är reproducerande i Sverige.